# Club de Fútbol Talavera de la Reina
El Club de Fútbol Talavera de la Reina es un equipo de fútbol español, de Talavera de la Reina (Castilla-La Mancha). Es un club nacido tras la desaparición del histórico Talavera Club de Fútbol, del cual hereda sus aficionados, sus colores, su escudo y su cantera. Fue inscrito federativamente en el verano de 2011 tras la fusión entre el C. F. Talavera y el Real Talavera C. D.. Milita en la Primera Federación, tercera categoría del fútbol español.

## Historia

### Temporada 2010-11
Tras la lenta, dramática y triste desaparición del histórico Talavera Club de Fútbol en agosto de 2010 -con más de sesenta años de historia y un récord de temporadas consecutivas en Segunda División B, disputando dos promociones de ascenso a Segunda A- una serie de personas, entre las que se encuentran aficionados y directivos del antiguo Talavera C. F., deciden llegar a un acuerdo lo antes posible para que los colores blanquiazules no caigan en el olvido. Para ello, contactan con el C.D. San Prudencio que, en el plazo de una semana, deciden que el cambio de nombre y de indumentaria será lo mejor para la ciudad y para la afición del club más representativo, que había quedado huérfana.
Es así, como mediante mayoría aplastante en asamblea extraordinaria, el Sampru decide recoger el legado del histórico Talavera C. F., como ya hiciera décadas atrás. De ese modo, el C.D. San Prudencio pasa a denominarse Club de Fútbol Talavera, con un invitado de lujo en la presentación oficial del club, como fue Gregorio Manzano, el entrenador más laureado del histórico Talavera C. F. en su historia reciente.
Derivado de la ilusión generada, la afición se traslada en masa al nuevo club, se cuenta con jugadores canteranos del Talavera C. F. como son Ángel Luis, Rubí, Dani Pino u Óscar Fernández y, pese a las conocidas dificultades, se intenta conseguir el ascenso ese mismo año a la Tercera División. La fidelidad y el apoyo de gran parte de la masa social del extinto Talavera Club de Fútbol serán algunas de las armas para soñar con el ascenso de categoría. De hecho, son más de 1.400 los socios con los que contó la entidad y alrededor de 800 personas son las que acudían al Municipal El Prado en los encuentros que jugaba el equipo como local.
El equipo comenzó la temporada con mucha ilusión y con un espíritu de ambición que optaba por la meta más alta, pero pronto empezó a notarse la falta de competitividad que tenía una media de edad tan joven y un equipo recién hecho, sobre todo en los encuentros fuera de casa. Por ello, a falta de diez jornadas, contando con la prisa con la que hubo que confeccionar una plantilla que en escasos días pasó de estar en un club pequeño a ser el mayor de la ciudad, el C. F. Talavera prácticamente dijo adiós a las opciones de ascenso y pasaría una nueva temporada en Preferente, para desilusión de la gran masa de aficionados que llegaría a convocar el equipo a principios de temporada.
Por otra parte, en agosto de 2010, también se crea el Real Talavera Club Deportivo, club que es presidido por José Antonio Dorado "Vadillo", hermano del futbolista talaverano Javier Dorado, y que, en parte, divide a la afición talaverana. Compite en Segunda Autonómica al ser de nueva creación y aglutina la cantera del desaparecido Talavera C. F., por lo que se desatan entonces diversas polémicas entre el C. F. Talavera y el Real Talavera C.D. a lo largo del año por intentar recoger la herencia blanquiazul. El Real Talavera, a final de temporada consigue el ascenso a Primera Autonómica tras una espectacular campaña, en la que contaba con jugadores emblemáticos del desaparecido Talavera C. F., como Alfredo Bayarri o Borja Lafuerza.

### Temporada 2011-12: el retorno a la Tercera División
Tras la fusión entre el C. F. Talavera y el Real Talavera C.D., nos encontramos con la primera temporada bajo la denominación oficial de Club de Fútbol Talavera de la Reina, en general conocido simplemente como el Talavera, al ser el club al que los socios del desaparecido Talavera Club de Fútbol han otorgado la legitimidad para considerarse su herencia.
El objetivo deportivo es el ascenso a Tercera División, esta vez con tiempo para haber confeccionado una plantilla competitiva, siendo pacientes y contando para ello con jugadores tan importantes como son Godwin Mensha, Ibra, Alfredo Bayarri, Borja Lafuerza, David Gómez, Juli Valdivieso, Raúl Manasé, Aarón Martín o el portero Ángel Luis, los cuales han militado en superiores categorías. A final de temporada, el Talavera cumple con el objetivo del ascenso. Tras una temporada muy larga, pero de números espectaculares, con pleno de victorias como locales y con una asombrante cifra de 99 goles a favor, el Talavera finaliza en segunda posición por detrás del Mora C. F. Ese puesto daría derecho a disputar la promoción de ascenso, que se jugaría frente el Daimiel C. F., segundo clasificado del Grupo I de Preferente. Después de vencer en el partido de ida (1-2, con goles de Lafuerza y Manasé), el ascenso a Tercera División se consigue el 20 de mayo de 2012, con más de 3.000 espectadores en el Municipal El Prado. Un gol de Timón en el último minuto certificaría el sueño del ascenso para un club que por afición y legado ya se merecía como mínimo competir en la máxima categoría regional.
En cuanto a la presidencia, como bien se indicó tras la fusión, ésta sería la última temporada de Pedro Flores, al cual dio relevo el expresidente del Real Talavera C.D., José Antonio Dorado "Vadillo". En la cifra de socios se llegaron a sumar 2.000, un hito en el fútbol español si recordamos que se trata de Preferente.
En la temporada 2011-12, el Talavera partió desde Primera Preferente de Castilla La-Mancha (grupo II), disfrutando de un equipo filial en Primera Autonómica (grupo III), que finalizó en una cómoda octava posición; y de dos equipos juveniles en Liga Provincial (grupo VIII), que finalizaron en primera y quinta posición, consiguiendo el primer juvenil el ascenso a Liga Nacional, tras superar la eliminatoria frente al C. F. Guadalajara por un aplastante parcial (7-1).

### Temporada 2012-13: del "objetivo permanencia" a la lucha por el ascenso a Segunda "B"
Después del regreso del Talavera a Tercera División Nacional, el club, a la cabeza del cuerpo técnico dirigido un año más por Fran Sánchez, confeccionó una plantilla ilusionante mezclando juventud con veteranía. Sin tirar la casa por la ventana, desde el primer momento el objetivo del club fue reagrupar en el Club de Fútbol Talavera al máximo de jugadores talaveranos que estaban militando en otros equipos de la geografía nacional.
Tal fue el caso del regreso de jugadores de calidad contrastada como Pedro Díaz "Pedrito", el joven defensa Loaísa, el portero Machuca o el brillante centrocampista Fernando Arriero "Kuki". De igual forma, de la zona de Madrid llegaron futbolistas importantes en la categoría como Víctor Martínez, Juanjo Clausí o el goleador Rubén. Todo ello añadido a los jugadores que continuaban de la temporada pasada, como Ángel Luis, el capitán Bayarri, Aarón o Juli. Además, en el mes de diciembre, regresó al equipo el veterano central talaverano José Rubio "Seco" para cubrir la baja de Loaisa por motivos personales.
Debido a la condición del Talavera de ser un equipo recién ascendido, la meta clara fue no pasar apuros en Tercera División, pero con el paso de las jornadas los partidos se irían sacando adelante y el objetivo conservador marcado inicialmente cambió con miras a optar por ocupar puestos de promoción de ascenso a Segunda "B". El equipo y la afición, con más de 1.400 socios, estaba demostrando que se sentían capacitados para metas más altas. El punto de inflexión fue el último encuentro del año 2012, donde los blanquiazules golearían (0-4) al CD Ciudad Real. A partir de aquello, en la segunda vuelta la regularidad siguió siendo la clave del éxito, aunque no sin altibajos puntuales. El susto llegó cuando a falta de pocas jornadas, el Talavera se vería apeado del cuarto puesto, pero con una victoria (1-2) en la última jornada en la mítica Fuensanta ante el Conquense, el sueño del play-off se convertiría en realidad.
Finalmente, aquel sueño de ascenso se esfumó ante el poderoso Arenas de Getxo (0-0 en El Prado y 1-0 en Gobela). Aun así, el hecho de sentirse cerca de la Segunda "B" generó una gran y necesaria ilusión para la siguiente temporada.

### Temporada 2014-15: el retorno a Segunda "B"
Tras el fracaso de la anterior temporada, de no conseguir jugar la fase de ascenso pese a depender de sí mismo, el club ficharía a Fran Alcoy quien a final de año dio a la entidad una alegría. Se ficharon grandes jugadores como Murci, máximo goleador en varias categorías, Héctor Camps, Rubén Rivera, y otra tanda de jugadores. El objetivo era claro, devolver a la ciudad la categoría que se merecía. La temporada no empezó todo lo regular que se pretendía, pues contra el Mora, Marchamalo y la U.D. Almansa, no se consiguieron todos los puntos. Tras diez jornadas, el C. F. Talavera no estaba en los cuatro puestos de arriba, pero la dinámica cambiaría, subiendo jornada tras jornada puestos, gracias a resultados como el 1-7 contra el Mora, 4-0 a La Gineta... El Prado era un fortín, jugar en casa era sinónimo de ganar puntos. Ganar la Liga no sería fácil, la UD Almansa tampoco cedía puntos pero se acabaría logrando gracias a los 27 goles del delantero Murci, máximo goleador de la categoría de Castilla-La Mancha. 
El primer paso al ascenso se había dado, faltaba completarlo ganando la eliminatoria contra uno de los rivales más fuertes, el Portugalete (acabó ascendiendo por eliminatorias). El sorteo fue benigno para el C. F. Talavera, el ascenso en caso de producirse sería en casa. El club fletó autobuses y numerosos aficionados fueron al País Vasco, en el que no hubo goles. Todo se resolvería en El Prado. El 31 de mayo de 2014, Día de Castilla-La Mancha, a las 16:00 horas, comenzó el ansiado partido. El campo se llenó, y el calor de la afición se contagió a los jugadores que conseguirían el primer gol gracias a Víctor Martínez, y se remataría el partido en el minuto 27 gracias a un gol de Lucas Gilardoni.

### Temporada 2015-16: fin del sueño de la Segunda "B"
El C. F. Talavera de la Reina afrontaba este nuevo año con ilusión, en el cual jugaría la Copa del Rey y se estrenaría en la Segunda División B, para ello se harían fichajes como José Sánchez, Christian Perales, David Agudo o Valdivia. El primer partido sería en las tierras vascas, el cual perderíamos contra la Real Unión de Irún. En la Copa del Rey, el Talavera tendría que jugar contra el Guadalajara, que se ganó 0-2. La afición tenía la ilusión de poder pasar un par de rondas para poder ver a un equipo de Primera jugar en El Prado, desafortunadamente el Talavera cayó 0-2. La temporada marchaba bien, buenas sensaciones, mitad de la tabla. Pero, la lesión de Valdivia y el comienzo de 2016 cambió todo, se alcanzó hasta una racha de 6 partidos seguidos perdiendo. A falta de 5 partidos, la afición presagiaba el descenso a Tercera División, pero dos partidos consecutivos ganados, y resultados a favor, devolvieron la esperanza. El C. F. Talavera tendría que enfrentarse al Real Madrid Castilla como local tras ir 2-1 se remontó a 3-3 pero como pasó durante toda la temporada en el fatídico minuto 90, el equipo encajó un gol. Una victoria habría cambiado el porvenir del Talavera, pues los resultados del Guadalajara y Leioa eran beneficiosos. Última jornada: Real Sociedad B. El Guadalajara y Leioa, rivales por la plaza de playout, se enfrentaban contra el Toledo y Arenas de Getxo que se jugaban el playoffs. El Talavera a un filial salvado, que acabó goleando al C. F. Talavera. Una victoria tampoco nos habría favorecido pues Leioa si ganó. Finalmente el C. F. Talavera perdió el sueño de la categoría de bronce y regresaría a Tercera División.

### Temporada 2016-17
Tras el regreso a Tercera División el equipo realizaría una magnífica temporada quedando primero de su grupo y clasificándose para los Playoffs de ascenso contra el Xátiva C. F. perdiendo por 1-0 en la ida y ganando 3-1 en la vuelta certificado su regreso a Segunda División B.

### Temporada 2017-18
El equipo, que parte con el objetivo de mantener la categoría, termina con una temporada sobresaliente de los de Fran Alcoy. El Talavera queda séptimo clasificado y se clasifica de nuevo para jugar la Copa del Rey la próxima temporada. El equipo fue, hasta las últimas jornadas, el mejor equipo de todas las categorías nacionales en casa, ganando tan sólo dos partidos fuera del Estadio Municipal El Prado. Pese a todo, el equipo dejó una agradable sensación desplegando buen juego y compitiendo en casi todos los partidos.

### Temporada 2018-19
La nueva temporada comienza con la renovación de Fran Alcoy y gran parte de los futbolistas de la pasada campaña para intentar mantener el bloque y las buenas sensaciones.
Se juega la Copa del Rey, quedando eliminados en primera ronda ante el Real Jaén. Esto da acceso a la Copa Federación, ganando en Dieciseisavos de final al Cacereño por un global de 1-4 (0-2 y 1-2), y quedando eliminados en octavos de final ante el Socuéllamos por un global de 1-2 (1-0 y 0-2). 
En liga el equipo termina en novena posición en 2.ª B Grupo IV, clasificándose para la copa federación. 

### Temporada 2019-20: La liga del coronavirus
Fran Alcoy inicia su sexta temporada como entrenador del primer equipo. El equipo juega la Copa Real Federación Española de Fútbol 2019-20 ganando en dieciseisavos de final al Club Deportivo Utrera por 2-0 en El Prado con doblete de Samu Corral, y quedando eliminado en octavos de final al perder por 1-0 ante el Real Murcia Club de Fútbol en el Estadio de La Condomina.
En el campeonato liguero, la competición se suspende en la jornada 28 a causa del coronavirus. El equipo ocupa puestos de descenso empatado a puntos con Algeciras y Recreativo Granada en la lucha por la plaza de promoción de permanencia. Después de un mes de competición suspendida, la RFEF anuncia que no va a haber ningún descenso debido a la excepcional situación provocada por la crisis del coronavirus y el equipo mantiene la categoría.
El 10 de junio se realiza una asamblea extraordinaria en la que se decide por mayoría absoluta (232 a favor, 30 en contra y 7 abstenciones) la conversión del club en sociedad anónima deportiva (SAD). Un grupo inversor con un empresario de la ciudad a la cabeza (Miguel Martín Acevedo), aspira a adquirir un paquete mayoritario de las acciones y hacerse con la gestión del club.

### Temporada 2020-21: Llegada del grupo inversor
La temporada comienza con el grupo inversor nombrando gerente del club a César Muñiz Fernández y a Víctor Cea Zurita entrenador del primer equipo. José Antonio Dorado continua en la presidencia del club.
Debido a la situación por la pandemia del coronavirus, la 2.ª B se reestructura en 5 grupos con 2 subgrupos en cada uno de ellos. El C. F. Talavera queda encuadrado en el Grupo V subgrupo B. En la fase regular el equipo termina en tercera posición, logrando ascender a Primera División RFEF y clasificándose para el grupo de ascenso a segunda división, en el que se arrastran los puntos y los tres primeros se clasifican para los playoffs. El C. F. Talavera llega con opciones al último partido, necesitando una victoria en casa ante el Real Madrid B y el empate entre Extremadura y el DUX. El equipo pierde 2-4 y el Extremadura gana 1-0, finalizando la temporada con una gran ovación de la afición en El Prado por la buena temporada realizada.

### Temporada 2021-22: Temporada del desastre
La temporada comienza con mucha ilusión, pero los resultados no llegan. En abril de 2022 se cesa a Víctor Cea Zurita tras una estrepitosa derrota contra el Valladolid Promesas y se hace cargo del equipo Manuel Alfredo Mosquera Bastida apenas sin tiempo de reacción. El equipo no reacciona y desciende matemáticamente en la última jornada tras una goleada 0-5 de la Cultural Leonesa. Esta misma temporada, se hace un papel histórico en la Copa del Rey, pero en liga se hace un ridículo espantoso.

### Temporada 2022-23: ¿Descenso?
A día 2 de septiembre, con la temporada empezada en casi todas las competiciones, el Club no sabe dónde jugará debido al problema del DUX ya que este equipo no saldría a competir y su plaza en 1.ª RFEF le correspondería al C. F. Talavera.
El 6 de Septiembre se oficializa por parte de la RFEF que la plaza vacante es para el club, empezando la liga en Pontevedra con dos partidos pendientes.
La temporada empieza mal y el entrenador elegido para esa temporada Rubén Gala es cesado en octubre debido a los malos resultados, Pedro Díaz Muñoz un entrenador de la casa y exjugador del Club se hace cargo del equipo donde el equipo nota su mejoría,pero a lo largo de la temporada debido a las lesiones y la baja calidad de la plantilla el equipo acaba en última posición,descendiendo de categoría.

### Copa del Rey
En la temporada 2015-16 se jugaría por primera vez la Copa del Rey con la participación del C. F. Talavera de la Reina, tras haber ganado la Tercera División el año anterior. El sorteo emparejó al C. F. Talavera con un rival aparentemente superior, aspirante al título en la Segunda División B, el CD Guadalajara. La primera ronda se jugaría en el Pedro Escartín. Ganaron los visitantes gracias a un gol de Christian Perales, y otro de Valdivia, ya jugando con 10. La siguiente ronda, ya en El Prado, los talaveranos podrían ver la Copa del Rey contra el Linense, rival con un nivel similar pero que venció por 0-2, acabando de este modo el sueño en la Copa del Rey.
En la temporada 2017-18 se vuelve a disputar la Copa del Rey, después de haber quedado campeón en tercera división en la temporada anterior.
La primera eliminatoria se disputa contra el Club Deportivo Toledo en el Estadio El Prado. El C. F. talavera vence por 1-0 con gol de penalti de Espinar, en el minuto 78.
La segunda eliminatoria se disputa contra el Antequera Club de Fútbol en el Estadio El Prado.  El C. F. talavera vence por 3-1 con doblete de Jesús Jiménez y un gol de Cristian Fernández.
La tercera eliminatoria se disputa contra el Fútbol Club Cartagena en el Estadio El Prado. Después de disponer de las mejores ocasiones del partido, el encuentro termina con 0-0. A los dos minutos de la prórroga el Cartagena anotó el 0-1 con el que el C. F. Talavera quedó eliminado, no pudiéndose clasificar para la siguiente ronda, en donde se hubiese enfrentado a uno de los 7 equipos de primera división que jugaban competición europea.
En la temporada 2018-19 se vuelve a disputar la Copa del Rey, después de haber quedado séptimo clasificado en 2.ª B Grupo I en la temporada anterior. La primera eliminatoria se disputa contra el Real Jaén Club de Fútbol en el Estadio El Prado. El partido terminó en la tanda de penaltis, después de remontar el C. F. Talavera tras ir perdiendo 0-2. En los minutos finales Cristian y Madrigal pusieron el 2-2 final. En la prórroga ninguno de los dos equipos marcó. En la tanda de penaltis ganó el Real Jaén por 3-4, quedando eliminado de la competición el C. F. Talavera.
En la temporada 2021-22 el C. F. Talavera, en la segunda ronda de copa del rey, se jugaría el partido más importante de su historia desde la desaparición del histórico Talavera C. F.. Este partido además pasaría a la historia por ser el primer partido del nuevo club contra un club de primera división. Este partido sería contra el Real Betis Balompié y estuvo muy igualado de hecho el conjunto talavera sería el que se adelantaría en el marcador gracias a un penalti temprano marcado por el capitán Góngora. Seguidamente Borja Iglesias igualaría el encuentro con un disparo dentro del área. Ya en la segunda parte Joaquín haría el 1-2 para los béticos y cuando todos los béticos pensaban que estaba hecho llegó perales en el minuto 89 para darle emoción al encuentro y llevar el partido a la prórroga. En la prórroga el Talavera pudo aguantar hasta el minuto 116, minuto en el que lozano haría el 2-3. Ya más tarde, en el minuto 118, el betis culminaría su victoria por 2-4 con un jugadón de Borja Iglesias en el que Canales sólo tuvo que empujar el balón. Aunque el resultado fue negativo para el conjunto blanquiazul, toda la ciudad agradeció al equipo su esfuerzo y dio su mérito por llevar a la prórroga a un Real Betis Balompié que terminaría siendo el campeón de dicha copa.
En la temporada 2023-24 tras acabar entre los semifinalistas de la Copa Federación  le otorgó la participación en la Copa del rey 23-24, su rival en la primera ronda fue la Unión Deportiva Almería de primera división con el que se perdió por 0-2,quedando eliminados.

## Datos del club
- Temporadas en 1.ª: 0
- Temporadas en 2.ª: 0
- Temporadas en 1.ª RFEF: 2
  - Mejor puesto en 1.ª RFEF: Decimosexto (2021-22)
  - Peor puesto en 1.ª RFEF: Vigésimo (2022-23)
- Temporadas en 2.ª B / 2ª RFEF: 7
  - Mejor puesto en 2.ª B / 2ª RFEF: Tercero (2020-21)
  - Peor puesto en 2.ª B / 2ª RFEF: Decimoctavo (2015-16)
- Temporadas en 3.ª: 4
  - Mejor puesto en 3.ª: Primero (2014-15 y 2016-17)
  - Peor puesto en 3.ª: Quinto (2013-14)
- Temporadas en Categorías regionales: 2
  - Mejor puesto en Categorías regionales: Segundo (2011-12)
  - Peor puesto en Categorías regionales: Sexto (2010-11)
- Participaciones en Copa del Rey: 5
  - Mejor puesto en Copa del Rey: Tercera ronda (2017-18)
  - Peor puesto en Copa del Rey: Primera ronda (2018-19)

### Temporadas
La siguiente tabla resume los resultados obtenidos por el C. F. Talavera en cada categoría desde sus inicios en la temporada 2010-11:
| Temporada | Categoría                           | Liga | Copa      | Copa RFEF | Notas                                     |
| --------- | ----------------------------------- | ---- | --------- | --------- | ----------------------------------------- |
| 2010-11   | 1.ª Autonómica Preferente           | 6.º  |           |           |                                           |
| 2011-12   | 1.ª Autonómica Preferente           | 2.º  |           |           |                                           |
| 2012-13   | 3.ª División                        | 4.º  |           |           |                                           |
| 2013-14   | 3.ª División                        | 5.º  |           |           |                                           |
| 2014-15   | 3.ª División                        | 1.º  |           |           | Juega la fase de ascenso a 2.ª División B |
| 2015-16   | 2.ª División B (Grupo I)            | 18°  | 2.ª ronda |           |                                           |
| 2016-17   | 3.ª División                        | 1.º  |           |           | Juega la fase de ascenso a 2.ª División B |
| 2017-18   | 2.ª División B (Grupo I)            | 7.º  | 3.ª ronda |           |                                           |
| 2018-19   | 2.ª División B (Grupo IV)           | 9.º  | 1.ª ronda | 1/8       |                                           |
| 2019-20   | 2.ª División B (Grupo IV)           | 17.º |           | 1/8       |                                           |
| 2020-21   | 2.ª División B (Grupo V Subgrupo B) | 3.º  |           |           | Ascenso a Primera División RFEF           |
| 2021-22   | 1.ª RFEF (Grupo 1)                  | 16.º | 2.ª ronda |           |                                           |
| 2022-23   | 1.ª RFEF (Grupo 1)                  | 20°  |           |           |                                           |
| 2023-24   | 2.ª RFEF (Grupo V)                  | 9º   | 1ª ronda  | 2º        |                                           |
| 2024-25   | 2.ª RFEF (Grupo V)                  |      |           |           |                                           |

## Fusión
Respecto al transcurso de la fusión, cristalizó a finales de la temporada 2010-11, tras varias reuniones entre el Real Talavera y el C. F. Talavera, que pronto deciden realizar una fusión entre ambos clubes por el bien del fútbol talaverano y en el intento de recuperar con la mayor urgencia y respeto posible al que un día fue el Talavera Club de Fútbol, uniendo a una afición blanquiazul que en la temporada anterior se encontraba dividida. Fruto de esta fusión nace el Club de Fútbol Talavera de la Reina, que se presenta con el apoyo de la mayoría de aficionados al fútbol de la ciudad, a pesar de tener aquella temporada otro equipo local en una mayor categoría y con un uso exclusivo sobre el Estadio El Prado.

## Indumentaria
- Uniforme titular: Camiseta blanquiazul a rayas verticales, pantalón azul y medias azules.
- Uniforme alternativo: camiseta roja, pantalón blanco y medias blancas.
- Marca deportiva: Joma
- Patrocinador oficial: Joker Apuestas

## Himno
El equipo mantiene el himno del histórico Talavera Club de Fútbol.

Himno del Club de Fútbol Talavera de la Reina

Talavera de la Reina

la muy noble y leal ciudad

y en fútbol su bandera

blanquiazul para triunfar

En su historia deportiva

mil laureles conquistó

en su juego y en su entrega

brilla siempre el esplendor

Donde juega el Talavera

vibra toda la afición

marca el ritmo, borda el juego

hacia la meta del gol

En su fama de luchar

crea un fútbol de emoción

hace goles, hace goles

deja alto el pabellón

En los campos donde juega

pone toda su ilusión

gana elogios y si pierde

da su mano al ganador.

## Estadio

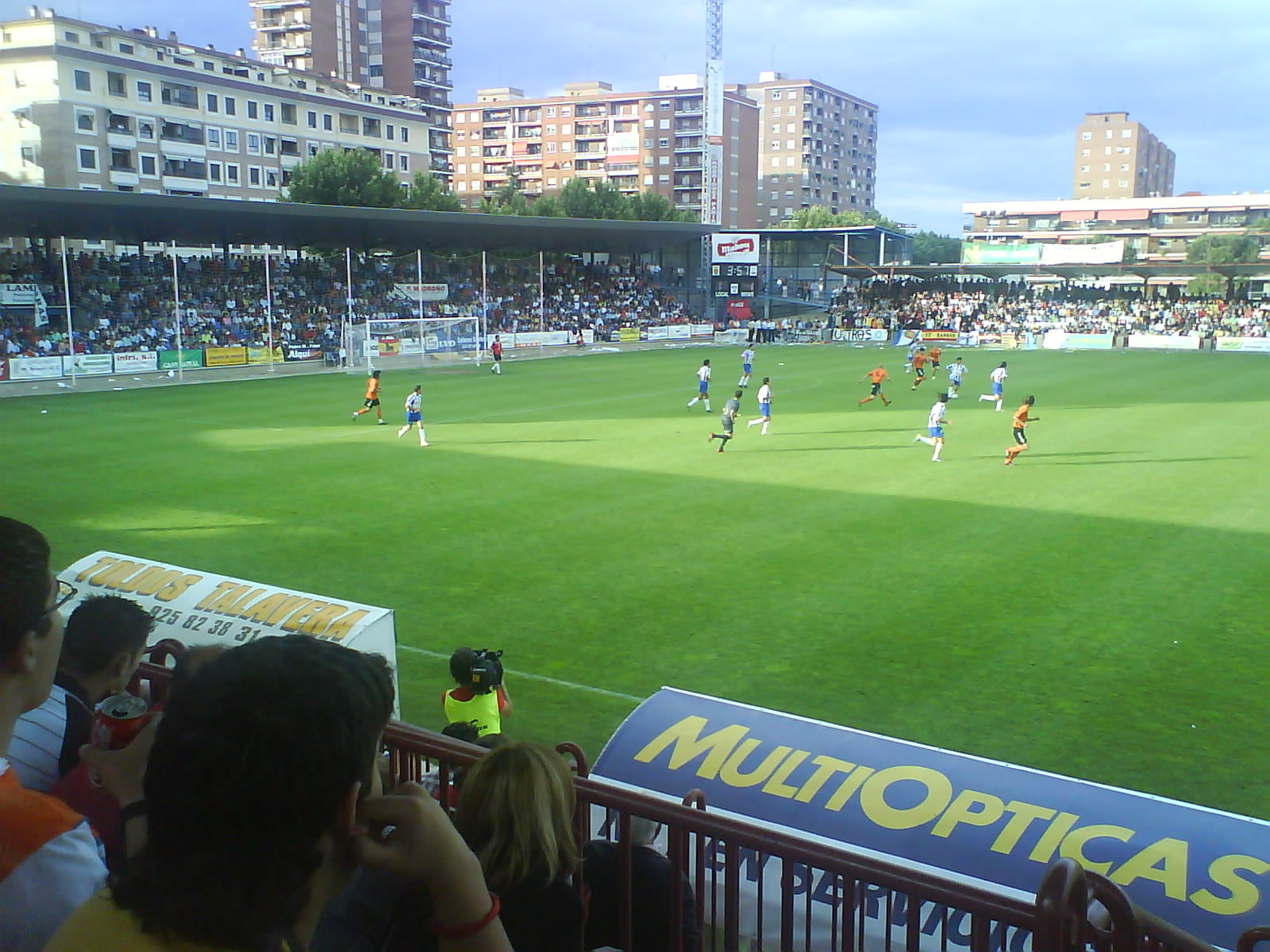
El Talavera juega en el estadio El Prado.

Actualmente, el C. F. Talavera juega en el Municipal El Prado, la que siempre ha sido su casa y la de sus aficionados. Su capacidad es de unos 4200 espectadores, todos sentados.
En la temporada 2011-12, cuando el Talavera militaba en Primera Preferente, jugó en el Diego Mateo Zarra, campo de pequeñas y malas condiciones, tras una decisión del Ayuntamiento de la ciudad muy criticada por amplios sectores sociales y futbolísticos. El único encuentro que pudo disputar aquella temporada en el Municipal El Prado, su campo de siempre, fue en el partido de vuelta de la promoción de ascenso frente al Daimiel C. F., en el que ascendió a Tercera División con más de 3000 almas blanquiazules en las gradas.
Su máxima afluencia fue en la vuelta de la promoción de ascenso de la temporada 2014-15 contra el Portugalete, con en torno a 5000 espectadores.

## Rivales Deportivos
CD Toledo: club con el que se ha mantenido históricamente una fuerte rivalidad, ya en años anteriores con el Talavera Club de Fútbol y, posteriormente, con el C. F. Talavera.
Con la creación del nuevo club en 2011, el expresidente del CD Toledo, Juan José Del Valle, declaró que, al existir dos equipos talaveranos, las relaciones institucionales y la rivalidad histórica la mantenían y mantienen con el C. F. Talavera.
UD Talavera: club que se ganó la enemistad tras muchas temporadas intentando perjudicar al que un día fue el Talavera Club de Fútbol y tomando decisiones polémicas y antideportivas respecto a la fusión de los equipos talaveranos o a su petición sobre el uso exclusivo del Municipal El Prado en la temporada 2011-12. Este equipo se extinguió en 2014.

## Jugadores

### Premios individuales
- Pichichi:  David Murciego 'Murci': Máximo goleador del Grupo XVIII, en la Temporada 2014-15

- Mejor jugador:  David Murciego 'Murci': Ganador II Balón de CLM por "Mejor jugador de 3a División. Temporada 2016-2017"
- Mejor jugador:  Alejandro Rodríguez 'Melchor':Ganador Balón de CLM por "Mejor jugador de 2.ºB. Temporada 2017-2018"[16]
- Mejor Gol: Cristian Fernández: Ganador "Mejor gol de la temporada 2017-18 de 2.ºB.

### Altas y bajas 2025-26
| Jugador          | Posición | Procedencia          | Condición | Costo |
| ---------------- | -------- | -------------------- | --------- | ----- |
| Jaime González   |          | Utebo F.C.           | Libre     | 0 €   |
| Rodrigo Rocafort |          | Villarreal C.F. "B"  | Cesión    | 0 €   |
| Aleix Roig       |          | Utebo F.C.           | Libre     | 0 €   |
| Sergi Molina     |          | Hércules C.F.        | Libre     | 0 €   |
| David Cuenca     |          | Real Madrid Castilla | Libre     | 0 €   |
| Bilal Ouacharaf  |          | C.F. Fuenlabrada     | Libre     | 0 €   |
| Sergio Montero   |          | C.F. Intercity       | Libre     | 0 €   |
| Gonzalo Di Renzo |          | Ourense C.F.         | Libre     | 0 €   |
| Iván Ayllón      |          | Real Unión           | Libre     | 0 €   |
| Marcos Moreno    |          | Albacete Balompié    | Cesión    | 0 €   |

| Jugador               | Posición | Destino                   | Condición     | Cobro |
| --------------------- | -------- | ------------------------- | ------------- | ----- |
| Samu Rodríguez        |          | Real Ávila                | Libre         | 0 €   |
| Joel Jiménez          |          | C.D. Numancia             | Libre         | 0 €   |
| Manolo Molina         |          | Real Unión                | Libre         | 0 €   |
| Jaime Paredes         |          | C.D. Móstoles URJC        | Libre         | 0 €   |
| Karamoko Bamba        |          | C.D. Manchego Ciudad Real | Libre         | 0 €   |
| Riki Mangana          |          | Estudiantes de Mérida     | Libre         | 0 €   |
| Younous Tassembedo    |          | Bergantiños FC            | Libre         | 0 €   |
| Yves Clovis Ouedraogo |          | CD Valdepeñas             | Libre         | 0 €   |
| Juan Parapar          |          | S.D. Compostela           | Libre         | 0 €   |
| Carlos Arauz          |          | Algeciras C.F.            | Libre         | 0 €   |
| Rubén Solano          |          | Orihuela C.F.             | Libre         | 0 €   |
| José Cambra           |          | Atlético Levante          | Fin de cesión | 0 €   |

### Goleadores históricos
Última vez actualizado 18 de mayo de 2021

## Entrenadores
- Fran Sánchez: entrenó al equipo desde su fundación hasta mediados de la temporada 2013-14, consiguiendo ser campeón de Preferente y el consiguiente ascenso a Tercera División, llegando incluso a disputar las eliminatorias de ascenso a Segunda División B, siendo eliminados en primera ronda ante el Arenas de Getxo. Inició la temporada 2013-14 con el objetivo del club de volver a jugar la fase de ascenso a Segunda División B, pero tras los malos resultados fuera de casa fue destituido a mitad de temporada.
- Ángel Bernabé: cogió el equipo a mediados de la temporada 2013-14, pero a pesar de llegar a la última jornada con posibilidades de alcanzar el objetivo fijado de jugar las eliminatorias de ascenso a Segunda División B, ya que el equipo dependía de sí mismo, no logró quedar entre los cuatro primeros.
- Fran Alcoy: nombrado entrenador para la temporada 2014-15, tras su paso por las categorías inferiores del Villareal y Atlético de Madrid. El objetivo era el regreso del equipo a Segunda División B, objetivo que se logró tras ganar el campeonato de Tercera División esa temporada, y superar la eliminatoria frente al Portugalete. En la siguiente temporada 2015-16 en Segunda División B, se marcó como objetivo asentarse en la categoría, algo que finalmente no se logró, volviendo al año siguiente a disputar la temporada 2016-17 en Tercera División. En este curso se vuelve a ganar el campeonato y en la eliminatoria de ascenso frente al Olimpic de Xátiva, se vuelve a lograr el ascenso a Segunda División B para la temporada 2017-18. Durante esta segunda etapa en la categoría de bronce del fútbol español, Alcoy ha logrado asentar al equipo y conseguir la permanencia en Segunda División B para la temporada 2018-19. En la temporada 2019-20 se suspende la liga tras 28 jornadas a causa del COVID. En ese momento el club ocupa la decimoséptima posición, empatado a puntos con Algeciras y Recreativo Granada en la lucha por la plaza de promoción de permanencia. El equipo mantiene la categoría al no existir ningún descenso debido a la pandemia. En mayo de 2020 se anuncia que dejará de ser el entrenador, tras seis años en el banquillo.[17] El técnico ha dirigido al Talavera en 142 partidos en Segunda B, con un balance de 45 victorias, 37 empates y 60 derrotas. En total, 234 encuentros oficiales de categoría nacional (80 en Tercera División, 6 en Copa del Rey y 6 en Copa RFEF), además de otros 2 partidos en el Trofeo JCCM.[18]
- Victor Cea: en julio de 2020 es presentado por el director general del club como nuevo entrenador del equipo para la 2020-21.[19] Aunque es un técnico joven (36 años) cuenta con la experiencia de haber entrenado a otros equipos en Segunda División B (Agrupación Deportiva Unión Adarve, Cultural y Deportiva Leonesa y Unión Deportiva Melilla). Fue destituido el 7 de abril de 2022, tras dirigir 56 partidos al equipo toledano.
- Manuel Mosquera: llegó al equipo a 8 jornadas del final, tras la desaparición del Extremadura Unión Deportiva. Sus números fueron 3 victorias 1 empate y 4 derrotas. No logró salvar al equipo del descenso a Segunda Federación.
- Rubén Gala: nombrado entrenador a principios de julio, entrenará al equipo en Segunda Federación con el objetivo de lograr el ascenso a Primera Federación, viene de entrenar al Club Deportivo Palencia Cristo Atlético. Finalmente el equipo juega en 1.ªRFEF tras expulsar la RFEF al DUX al comienzo de la temporada. Fue destituido tras conseguir 1 empate y 8 derrotas el 25-10-2022.[20]
- Pedro Díaz: El eterno capitán del CF Talavera coge al equipo y en pocos partidos consigue una racha de 9 encuentros sin conocer la derrota, 8 de ellos con portería a cero, devolviendo la ilusión a la afición. No consigue evitar el descenso del equipo. Comienza la siguiente temporada en Segunda Federación de manera espectacular, consiguiendo en las 11 primeras jornadas 8 victorias y 3 empates, teniendo líder al equipo. Gana la copa federación regional, y llega a la final de la  Copa Federación donde cae derrotado por 1-2 en El Prado contra el Badalona Futur. El equipo se desmorona a medida que avanza la temporada y es cesado a falta de 4 partidos, con el equipo fuera de los puestos de playoffs de ascenso.
- Luis Ayllón: Coge al equipo a falta de 4 jornadas. Con un bagaje de 1 victoria y 3 derrotas. No consigue clasificar al equipo para los play-offs de ascenso y no es renovado para la temporada siguiente.

| Jugador                   | Goles |
| ------------------------- | ----- |
| 1. Ignacio Moreno Jimenez | 42    |
| 2. Jesús Jiménez          | 38    |
| 3. José Antonio Mena'     | 34    |
| 4. Christian Perales      | 19    |
| 5. Rubén Moreno           | 18    |
| 6. Cristian Fernández     | 13    |
| 7. Miguel Ángel Espinar   | 11    |
| 8. Abel Molinero          | 10    |
| 9. José Cambra            | 10    |
| 10. Hector                | 0     |

| Entrenador      | Temporadas                                                | Duración                                                 | Observaciones                                       |
| --------------- | --------------------------------------------------------- | -------------------------------------------------------- | --------------------------------------------------- |
| Fran Sánchez    | 2011-12 - 2012-13 - 2013-14                               | 2 temporadas y media                                     | Cesado el 10-02-2014.                               |
| Ángel Bernabé   | 2013-14                                                   | Media temporada                                          | Del 10-02-2014 a final de temporada.                |
| Fran Alcoy      | 2014-15 - 2015-16 - 2016-17 - 2017-18 - 2018-19 - 2019-20 | 6 temporadas                                             | Fin de contrato                                     |
| Víctor Cea      | 2020-21 - 2021-22                                         | 56 partidos dirigidos                                    | Cesado el 7-04-2022.                                |
| Manuel Mosquera | 2021-22                                                   | 8 partidos dirigidos                                     | No pudo evitar el descenso a la Segunda Federación. |
| Rubén Gala      | 2022-23                                                   | 9 partidos dirigidos                                     | Cesado el 25-10-2022.                               |
| Pedro Díaz      | 2022-23 - 2023-24                                         | 59 partidos de liga + 5 copa Federación + 1 copa del Rey | Cesado el 08-04-2024                                |
| Luis Ayllón     | 2023-24                                                   | 4 partidos de liga                                       | Fin de contrato                                     |
| Javier Vázquez  | 2024-25 - actualidad                                      |                                                          |                                                     |

## Presidentes
- Pedro Flores (2010-11 y 2012-13): 2 temporadas.
- José Antonio Dorado (2012-13 a 2020-21): 9 temporadas
- En la 2021-22 el Grupo Inversor no deja claro quien es el presidente. 1 temporada.
- Josué Blázquez (2022-23 - actualidad)

## Palmarés

### Campeonatos nacionales
- Tercera División de España (2): 2014-15 (Grupo XVIII) y 2016-17 (Grupo XVIII).
- Subcampeón de la Copa Real Federación Española de Fútbol (1): 2023-24.[21]

### Campeonatos regionales
- Copa RFEF (Fase Regional de Castilla-La Mancha) (1): 2023-24.[22]
- Trofeo Junta de Comunidades de Castilla-La Mancha (1): 2021-22.[23]
- Subcampeón de la Regional Preferente de Castilla-La Mancha (1): 2011-12 (Grupo 2).[24]
- Subcampeón del Trofeo Junta de Comunidades de Castilla-La Mancha (1): 2023-24.[25]

### Palmarés del C. F. Talavera de la Reina "B"
Campeonatos regionales
- Regional Preferente de Castilla-La Mancha (1): 2021-22 (Grupo 2).[26]
- Subcampeón de la Regional Preferente de Castilla-La Mancha (1): 2020-21 (Grupo 3).[27]